# Yongning (socken i Kina, Sichuan, lat 32,16, long 107,84)
Yongning (kinesiska: 永宁乡, 永宁) är en socken i Kina. Den ligger i provinsen Sichuan, i den sydvästra delen av landet, omkring 390 kilometer nordost om provinshuvudstaden Chengdu.
Genomsnittlig årsnederbörd är 1 409 millimeter. Den regnigaste månaden är juli, med i genomsnitt 293 mm nederbörd, och den torraste är december, med 5 mm nederbörd.